# Dystrykt Kech
Dystrykt Kech (urdu: ضلع کیچ) – dystrykt w południowo-zachodnim Pakistanie w prowincji Beludżystan. W 1998 roku liczył 413 204 mieszkańców (z czego 52,41% stanowili mężczyźni) i obejmował 81 799 gospodarstw domowych. Siedzibą administracyjną dystryktu jest Kech.